# 杜漢基
51°37′28″N 30°51′52″E / 51.62444°N 30.86444°E
杜漢基（烏克蘭語：Духанки），是烏克蘭北部的村莊，隸屬切爾尼希夫州的切爾尼希夫區。該村始建於1854年，面積0.42平方公里，海拔高度157米，2001年人口36，人口密度每平方公里85.7人。